# 1948 en Nouvelle-Écosse
Chronologie de la Nouvelle-Écosse
- 1944
- 1945
- 1946
- 1947
- 1948
- 1949
- 1950
- 1951
- 1952

Cette page concerne des événements survenus en 1948 dans la province canadienne de la Nouvelle-Écosse.

## Politique
- Premier ministre : Angus L. Macdonald
- Chef de l'Opposition :
- Lieutenant-gouverneur : John Alexander Douglas McCurdy
- Législature :

## Naissances
- 2 octobre : Derek Vincent Lee, B.A., LL.B. (né à Halifax), homme politique canadien.

## Décès
- Margaret C. MacDonald (en), infirmière.